# كارلوس لورينزو
كارلوس لورينزو (بالإسبانية: Carlos Lorenzo)‏ هو عداء سريع مكسيكي، ولد في 25 فبراير 1942.

## وصلات خارجية
- كارلوس لورينزو على موقع أوليمبيديا (الإنجليزية)